# Plaffeien
Plaffeien je obec v kantonu Fribourg, v okrese Sense. Žije zde  obyvatel.

## Geografie

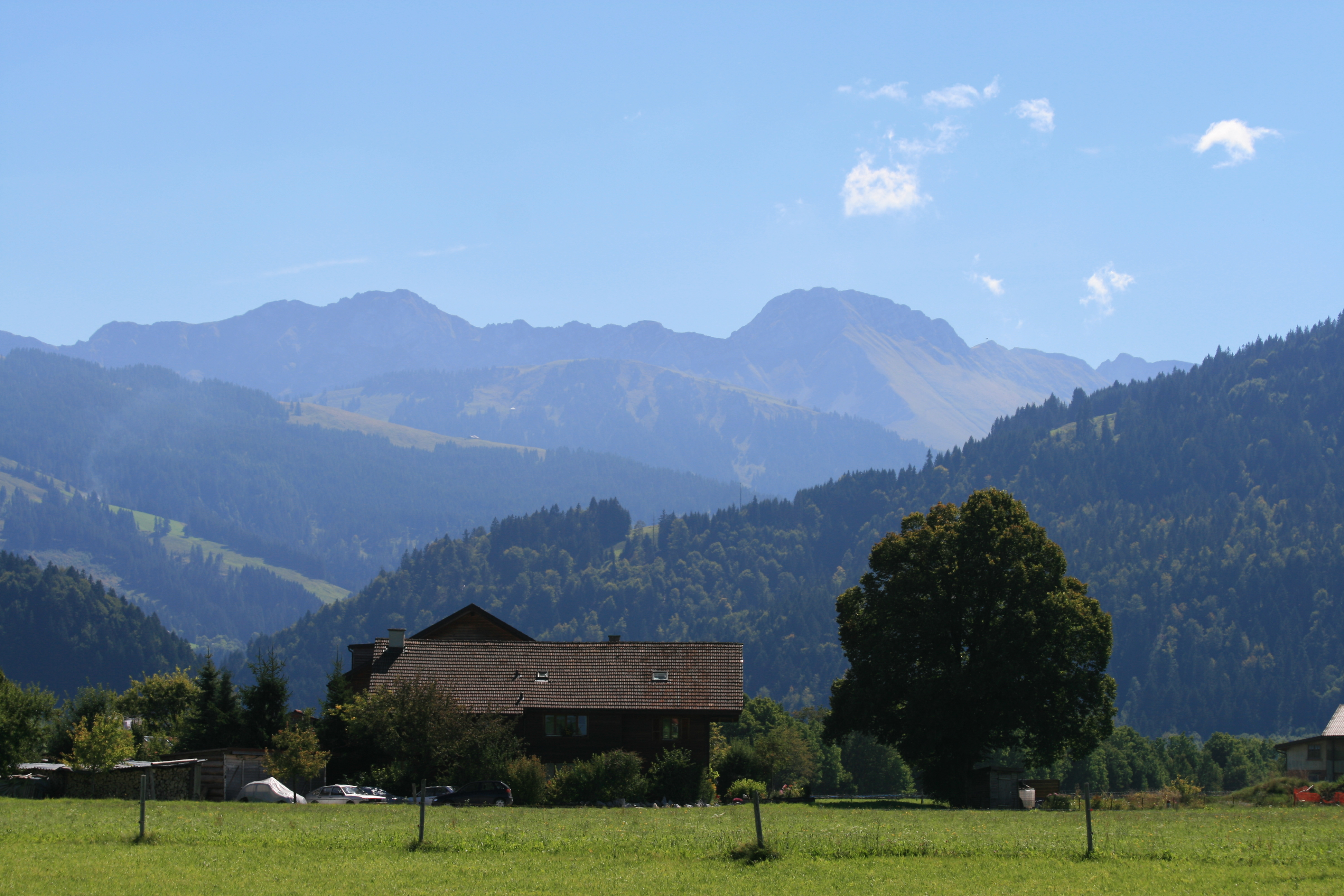
Krajina v okolí obce

Druhá největší obec kantonu Fribourg podle rozlohy se nachází na východě kantonu a hraničí s kantonem Bern. Vesnice Plaffeien leží západně od řeky Sense, která tvoří hraniční tok mezi kantony Fribourg a Bern, na malé vysočině obklopené zalesněnými kopci. Jádro vesnice je rozděleno potokem Dütschbach na dvě části. Území obce sahá od částí Oberschrot a Zumholz přes centrum vesnice až k části Schwarzsee a stejnojmennému jezeru Schwarzsee a k prvním dvoutisícovým vrcholům Fribourských Alp. Na svahu Oberholzu (část Oberschrot) se nachází prameniště potoka Galterenbach.
Nejnižší bod obce Plaffeien se nachází u koryta řeky Sense v lokalitě Brand v nadmořské výšce 746 m a nejvyšší bod na hoře Schafberg s výškou 2239 m n. m. Dominantní hora Kaiseregg má výšku 2185 m n. m.
Sousedními obcemi Plaffeienu jsou Brünisried, Giffers, Jaun, Plasselb, Rechthalten, Tafers a Val-de-Charmey v kantonu Fribourg a Boltigen, Guggisberg a Oberwil im Simmental v kantonu Bern.

## Historie
Název Plaffeien se odvozuje z latinského planum faegum, což znamená „rovinný bukový les“. První písemná zmínka pochází z roku 1148. Klášter Rüeggisberg vlastnil od svého založení priorát na území Plaffeienu. Dále zde měli majetky mimo jiné páni z Englisbergu. Wilhelm z Englisbergu v roce 1319 prohlásil, že jeho poddaní zde nesmějí být zatěžováni více než dosud. Následně tato práva přešla na panství Illens a roku 1474 na město Fribourg, které roku 1486 získalo i práva od kláštera Rüeggisberg.
Od roku 1486 až do vpádu Francouzů do Švýcarska v roce 1798 byl Plaffeien spravován jako vikariát města Fribourg. Od roku 1833 je Plaffeien politickou obcí. Roku 1848 byl Plaffeien s novou kantonální ústavou začleněn do tehdy nově vytvořeného okresu Sense. Dne 31. května 1906 bylo téměř celé centrum vesnice zničeno požárem. Shořelo 51 domů, včetně kostela a školní budovy. 62 rodin, tedy 274 osob, přišlo o domov.
Od roku 1979 je belgická obec Kasterlee partnerskou obcí Plaffeienu. Od roku 2012 je Plaffeien členem přírodního parku Gantrisch.
Při referendu dne 27. září 2015 hlasovali voliči obcí Zumholz, Oberschrot a Plaffeien pro sloučení těchto tří obcí. Toto sloučení vstoupilo v platnost 1. ledna 2017. Nová obec tím získala nový znak.

## Obyvatelstvo
| Rok            | 1811 | 1850 | 1900 | 1950 | 2000 |
| Počet obyvatel | 453  | 920  | 1124 | 1449 | 1938 |

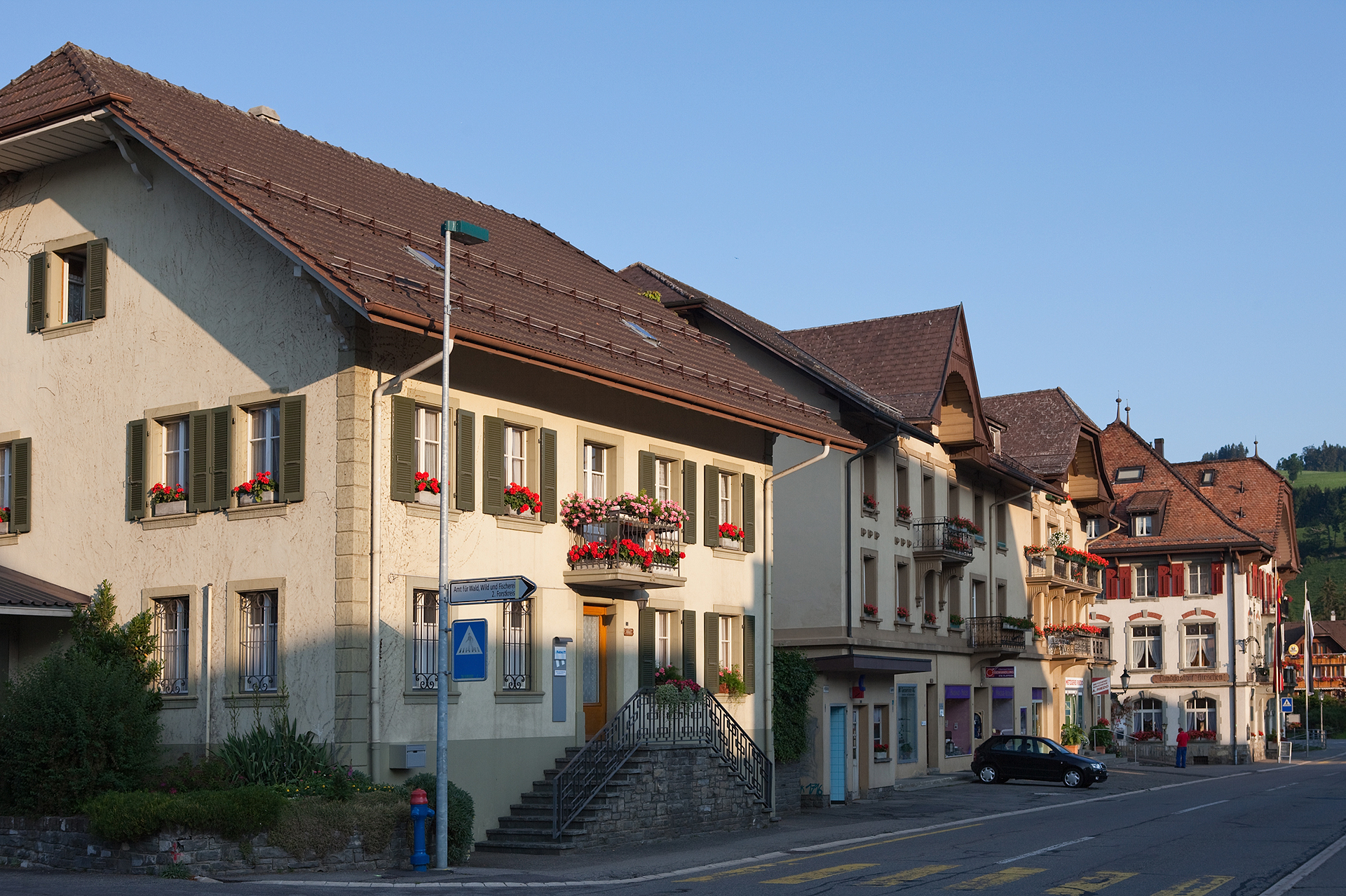
Centrum obce

Většina obyvatel (k roku 2000) hovoří německy (91,5 %), druhým nejčastějším jazykem je albánština (3,9 %) a třetím francouzština (2,6 %).

## Hospodářství

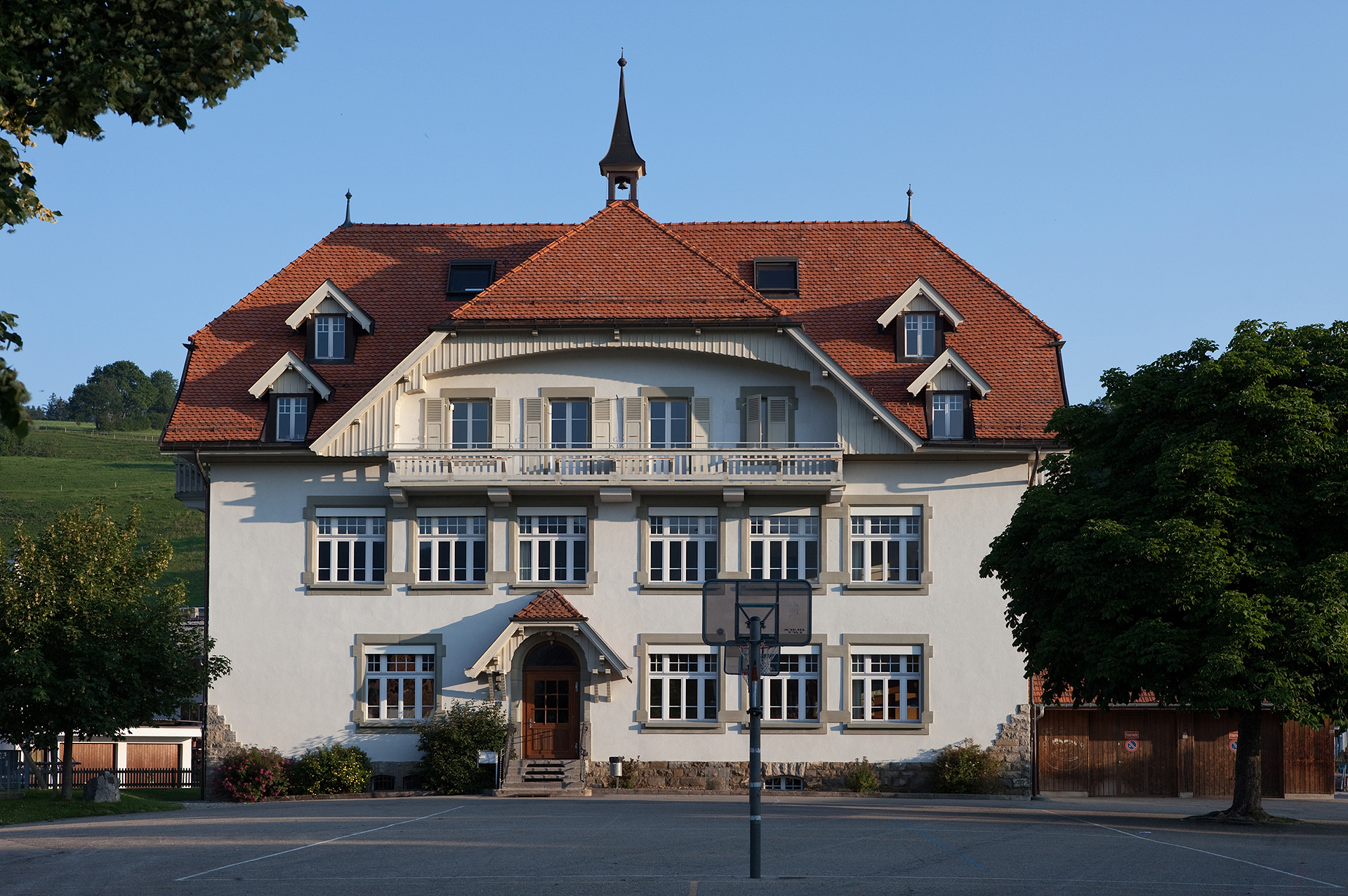
Škola

Od 18. století je Plaffeien tržním místem. V 19. století zde existoval domácí průmysl zpracování slámy a malá keramická výroba.
Vedle zemědělství, horského zemědělství a obchodu se dřevem tvoří hlavní zdroj příjmů cestovní ruch, zejména v oblasti Schwarzsee, kde začal již v roce 1783 díky sirnatým pramenům. Mnoho pracujících také dojíždí za prací, hlavně do oblasti Bernu a Fribourgu.

## Doprava
Obec má dobré dopravní spojení. Vedou sem hlavní silnice z Fribourgu a Düdingenu a další hlavní silnice pokračuje až k jezeru Schwarzsee. Navíc v Plaffeienu (Zollhaus) začíná horská silnice přes Sangernboden a Gurnigel do Dürrbachu (osada obce Riggisberg).
Obec Plaffeien je napojena na síť veřejné dopravy prostřednictvím čtyř autobusových linek Fribourského dopravního podniku (TPF), které obsluhují trasy z nádraží Fribourg a Düdingen do Plaffeienu, a také jedné poštovní autobusové linky z Riggisbergu přes Gurnigelpass a Sangernboden do Plaffeienu a dále do Schwarzenburgu.